# Płyta Tisza
Płyta Tisza – płyta kontynentalna położona w południowo-wschodniej części Kotliny Panońskiej.
Płyta Tisza ma złożoną strukturę wewnętrzną. Składa się z hercyńskich kompleksów krystalicznych w podłożu oraz późniejszych sekwencji alpejskich. Przeważającą jej część pokrywa gruba seria osadów neogeńskich. Odsłonięte podłoże można znaleźć w górach Slawonii (Moslavačka Gora, Papuk, Psunj, Krndija), w pasmach południowego Kraju Zadunajskiego (Mecsek, Villány Mountains) oraz w Górach Zachodniorumuńskich.
W okresie orogenezy hercyńskiej i alpejskiej stanowiła część późniejszej struktury zwanej megajednostką Tisza i leżała na obrzeżach europejskiej części płyty eurazjatyckiej. W późnym triasie zaczął się powolny rozpad tej jednostki zakończony oddzieleniem płyty Tisza we wczesnym batonie. We wczesnej kredzie zaszła znaczna rotacja tej jednostki, a w środkowej kredzie doszło do spiętrzeń i zmian metamorficznych w wyniku nacisku przemieszczającej się na północ płyty adriatyckiej. We wczesnym trzeciorzędzie ruch płyt Alcapa i Tisza w kierunku północno-wschodnim doprowadził do powstania dzisiejszego niejednorodnego podłoża basenu panońskiego.
Zderzenie płyt Tisza i ALCAPA z płytą eurazjatycką w okresie trzeciorzędu doprowadziło do wykształcenia łuku Karpat.